# Johnny Torrio
(Elmer Irey, ufficiale del Dipartimento del Tesoro degli Stati Uniti)
Donato Torrio, meglio conosciuto come Johnny Torrio (Montepeloso, 20 gennaio 1882 – Chicago, 16 aprile 1957), è stato un mafioso italiano naturalizzato statunitense.
Noto con diversi soprannomi come The Fox, Papa Johnny e Terrible Johnny, contribuì alla formazione del Chicago Outfit negli anni venti, che sarebbe poi stato comandato dal suo protetto Al Capone. Fu colui che gettò le basi per la nascita del Sindacato nazionale del crimine negli anni trenta e in seguito divenne un consigliere non ufficiale della famiglia Genovese.

## Biografia

### I primi anni
Nacque il 20 gennaio del 1882 a Montepeloso (oggi Irsina, in provincia di Matera), da Tommaso e Maria Carluccio, entrambi originari di Altamura (provincia di Bari), che si stabilirono per breve tempo nel comune lucano. Suo padre, ferroviere, morì in un incidente sul lavoro quando Torrio aveva due anni e il bambino emigrò con la madre a New York nel dicembre 1884. Cresciuto nei bassifondi del Lower East Side di Manhattan, Torrio iniziò a lavorare come portiere della drogheria del patrigno, che era un centro di ritrovo per lustrascarpe e alcolizzati; divenne in seguito buttafuori in un bar malfamato. 
Da ragazzo, Torrio divenne capo di una banda di strada di New York, la James Street Gang. Conservò abbastanza denaro da permettersi di aprire una sala da biliardo per il gruppo, fuori dalla quale incrementava attività illegali, come gioco d'azzardo e strozzinaggio. L'acume affaristico di Torrio attirò Paul Kelly, l'allora capo della Five Points Gang. Nel 1905 la James Street Gang venne trasformata nel ramo giovanile della Five Points, affinché i membri di quest'ultima potessero prestarvi una sorta di allenamento e Torrio divenne luogotenente di Kelly. Torrio ammirava molto Kelly, che all'epoca lo introdusse in numerose attività illecite. Kelly lo convinse a comportarsi e vestirsi elegantemente, da rispettabile affarista. Le lezioni imparate da Kelly rimasero con lui per tutta la sua carriera; si guadagnò il soprannome “The Fox” (La Volpe) per la sua astuzia e i suoi modi diplomatici.
Presto, Torrio e la sua gang controllavano affari legali, ma si concentravano soprattutto sul gioco d'azzardo e sulle entrate provenienti dalla scommesse clandestine, strozzinaggio, dirottamento merci, sfruttamento della prostituzione e spaccio di stupefacenti. Torrio pagava spesso i giovani ragazzi del quartiere affinché facessero delle commissioni per lui; tra questi vi erano Lucky Luciano e Al Capone, che si guadagnarono presto la sua completa fiducia. Capone era un membro del ramo giovanile della Five Points Gang ed entrò presto di diritto in quella vera e propria e nel 1917 Torrio gli diede il posto di barista e buttafuori all'"Harvard Inn", un night club di Coney Island, che serviva da copertura ad un bordello gestito da un socio in affari di Torrio, Frankie Yale.

### Torrio e Colosimo
Nel 1909 sua zia, Victoria Moresco, chiese a Torrio di venire a Chicago. Moresco era sposata con il gangster Giacomo “Big Jim” Colosimo, un potente sfruttatore di prostitute. Colosimo era stato minacciato dagli strozzini della Mano Nera e Victoria voleva che Torrio lo aiutasse. Torrio contattò la Mano Nera e fu d'accordo a pagarli. Quando gli uomini della Mano Nera arrivarono al luogo dell'incontro sulla Archer Avenue per prendere il denaro, Torrio e i suoi uomini li uccisero.
Torrio divenne il responsabile del quartier generale della gang di Big Jim, il "Colosimo Cafè". Nel 1919, Torrio decise di stabilirsi definitivamente a Chicago e lasciò Yale a capo delle sue operazioni a New York, aprendo insieme a Colosimo un nuovo night club, il "Four Deuces", che era insieme uno "speakeasy", una bisca e un bordello, e Torrio vi trasferì le sue operazioni. Torrio sposò una ragazza ebrea, Anna Jacob. La amava e le rimase fedele, ma non le rivelò mai nessuna delle sue operazioni criminali.
Nello stesso periodo, Colosimo divorziò da Victoria, zia di Torrio, e sposò Dale Winter, una giovane cantante, appena tre settimane dopo, e lei iniziò ad avere una forte influenza su di lui.
A questo punto, Torrio si rese conto che Colosimo era un serio ostacolo per la sua carriera criminale: con l'approvazione dei fratelli Genna, mafiosi siciliani che controllavano il West Side di Chicago, Torrio fece venire Yale da Brooklyn per uccidere Colosimo: l'omicidio avvenne l'11 maggio 1920 nell'atrio principale del "Colosimo Cafè". Torrio s'impadronì dell'impero criminale di Colosimo, controllando numerosi "speakeasies", bordelli e bische.

### Guerra tra bande
Nel 1921 Torrio fece trasferire Capone a Chicago per mettersi al suo servizio, con l'approvazione di Frankie Yale e del suo associato, il mafioso siciliano Joe Masseria; Torrio affidò a Capone la gestione del "Four Deuces" e il compito di convincere i clienti a comprare i loro alcolici, anche con la violenza e le minacce.
L'organizzazione di Torrio (denominata «Chicago Outfit» o "Sindacato del crimine di Chicago" perché vi facevano parte gangster ebrei ed italiani) strinse una fragile alleanza con la North Side Gang, guidata dal gangster irlandese Charles Dion O'Banion. I fratelli Genna però volevano uccidere O'Banion perché sequestrava i loro camion carichi di alcolici, e chiesero il permesso a Mike Merlo, il presidente dell'Unione Siciliana, che glielo rifiutò perché non voleva fare scoppiare una guerra. Alla fine la tensione venne del tutto a galla, quando O'Banion imbrogliò Torrio con uno stratagemma e lo fece finire in galera. Il 10 novembre 1924 O'Banion venne assassinato nel suo negozio di fiori da Frankie Yale, mandato da Torrio e Capone, e da John Scalise e Albert Anselmi, killer dei fratelli Genna. L'omicidio di O'Banion avvenne due giorni dopo il decesso di Mike Merlo, che morì di cancro, il quale non avrebbe mai acconsentito al delitto, che scatenò una feroce e sanguinaria guerra tra gli irlandesi e l'Outfit.
I Northsiders Earl "Hymie" Weiss, Vincent Drucci e George “Bugs” Moran erano determinati a vendicare l'omicidio di O'Banion ed ebbero quasi successo il 24 gennaio 1925. Torrio stava tornando al suo appartamento al 7106 sulla South Clyde Avenue dallo shopping con Anna. Una raffica di colpi di Weiss e Moran colpì la macchina di Torrio, infrangendo i vetri e colpendolo alla mascella, al petto, all'inguine, alle gambe e all'addome; Moran tentò di sferrargli il colpo di grazia, sparandogli alla testa, ma rimase senza pallottole. Durante la degenza all'ospedale, Capone gli mise delle guardie intorno affinché il suo capo fosse al sicuro. Dopo il suo rilascio dall'ospedale, Torrio scontò un anno di prigione per violazione delle leggi sul proibizionismo: l'esperienza dell'attentato lo scosse fortemente e, unita alla condanna carceraria e alla crescente difficoltà lavorativa, lo convinse a ritirarsi. Torrio si trasferì in Italia con sua moglie e sua madre, dove non ebbe più contatti diretti col crimine organizzato, cedendo tutte le sue attività e il controllo dell'Outfit a Capone.

### Ultimi anni

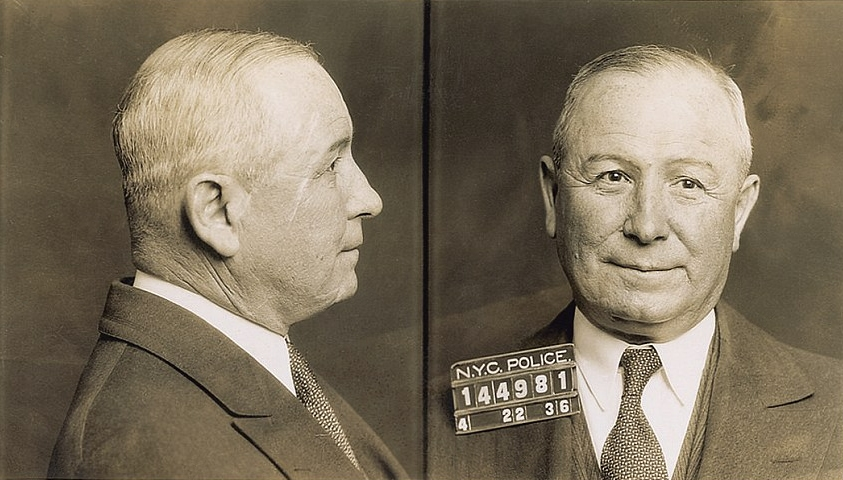
Foto segnaletica di Johnny Torrio (1936)

Nel 1928 Torrio tornò negli USA, partecipando alla cosiddetta "conferenza di Atlantic City" nel maggio 1929, a cui erano presenti gangster italiani ed ebrei, compreso Al Capone, che concordarono strategie comuni per una divisione del contrabbando di alcolici e gettarono le basi per la creazione di un "Sindacato nazionale del crimine". Nel 1931 Torrio testimoniò al processo di Capone e, nei suoi ultimi anni, si stabilì a New York, dove divenne un "consulente" della famiglia guidata dal suo vecchio sodale Lucky Luciano. 

### Morte
Nel 1957 ebbe un attacco cardiaco mentre si trovava sulla poltrona del barbiere. Johnny Torrio morì diverse ore dopo in ospedale. I media seppero della sua morte solo tre settimane dopo il funerale. Torrio venne sepolto nel cimitero di Green-Wood a Brooklyn, New York.

## Torrio nella cultura di massa
La figura di Johnny Torrio è stata ripresa in diversi film e serie televisive, interpretata da attori come:
- Osgood Perkins, Scarface - Lo sfregiato (1932)
- Nehemiah Persoff, Al Capone (1959)
- Charles McGraw, Gli intoccabili (1959).
- Harry Guardino, Quella sporca ultima notte (1975).
- Guy Barile, The Babe - La leggenda (1992).
- Frank Vincent, nell'episodio Il mistero del blues della serie Le avventure del giovane Indiana Jones (1993).
- Byrne Piven, nella serie televisiva The Untouchables (1993).
- Kieron Jecchinis, nella serie televisiva In Suspicious Circumstances (1994).
- Greg Antonacci, Boardwalk Empire - L'impero del crimine (2010).